# Mackin (cráter)

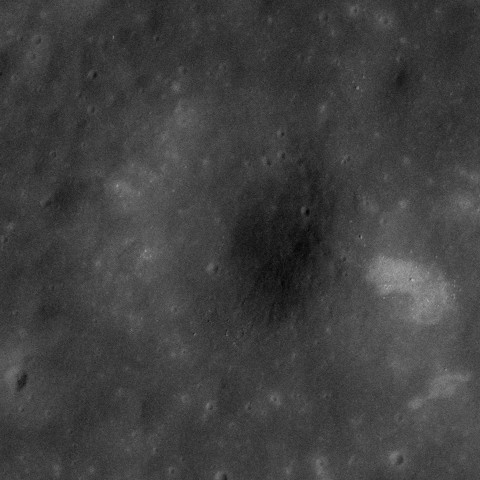
Imagen panorámica desde el Apolo 17

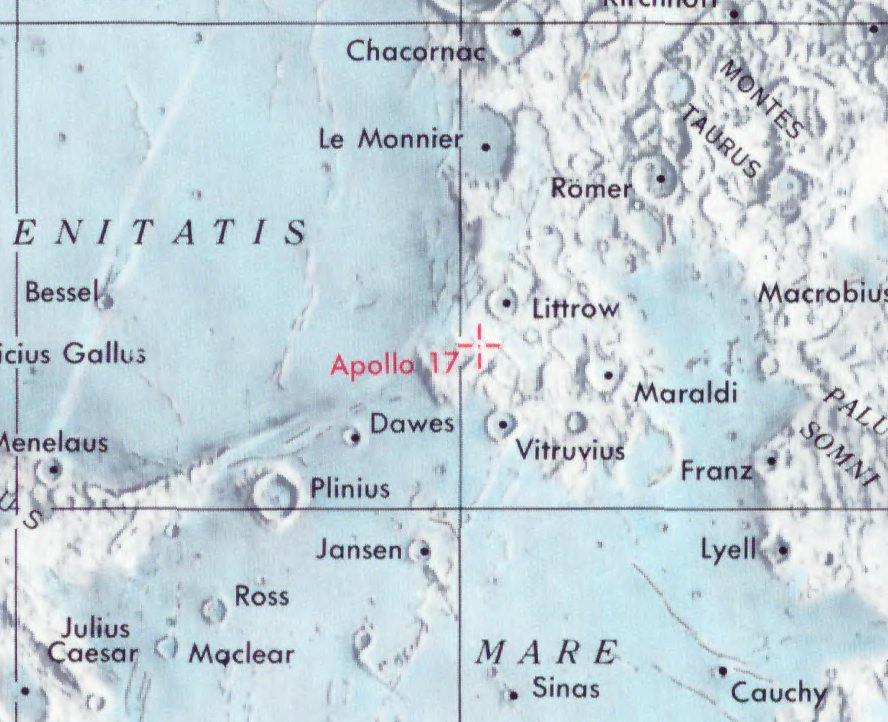
Localización del lugar de aterrizaje del Apolo 17

Mackin es un pequeño cráter lunar situado en el valle Taurus-Littrow. Los astronautas Eugene Cernan y Harrison Schmitt aterrizaron al norte del cráter en 1972 en la misión Apolo 17, pero no lo visitaron.
Mackin se encuentra junto al cráter de tamaño similar Hess. Al norte se localiza Camelot, al noroeste están Shorty y Lara, y al oeste se halla Nansen. Al noreste aparece Emory.

## Denominación
El cráter, inicialmente denominado Mackin-Apollo, fue nombrado por los astronautas en referencia al geólogo Joseph Hoover Mackin. La denominación tiene su origen en los topónimos utilizados en la hoja a escala 1/50.000 del Lunar Topophotomap con la referencia "43D1S1 Apollo 17 Landing Area".